# SERHL2
SERHL2 (англ. Serine hydrolase like 2) – білок, який кодується однойменним геном, розташованим у людей на довгому плечі 22-ї хромосоми. Довжина поліпептидного ланцюга білка становить 314 амінокислот, а молекулярна маса — 35 369.
| 10         |  | 20         |  | 30         |  | 40         |  | 50         |
| ---------- |  | ---------- |  | ---------- |  | ---------- |  | ---------- |
| MSENAAPGLI |  | SELKLAVPWG |  | HIAAKAWGSL |  | QGPPVLCLHG |  | WLDNASSFDR |
| LIPLLPQDFY |  | YVAMDFGGHG |  | LSSHYSPGVP |  | YYLQTFVSEI |  | RRVVAALKWN |
| RFSILGHSFG |  | GVVGGMFFCT |  | FPEMVDKLIL |  | LDTPLFLLES |  | DEMENLLTYK |
| RRAIEHVLQV |  | EASQEPSHVF |  | SLKQLLQRLL |  | KSNSHLSEEC |  | GELLLQRGTT |
| KVATGLVLNR |  | DQRLAWAENS |  | IDFISRELCA |  | HSIRKLQAHV |  | LLIKAVHGYF |
| DSRQNYSEKE |  | SLSFMIDTMK |  | STLKEQFQFV |  | EVPGNHCVHM |  | SEPQHVASII |
| SSFLQCTHML |  | PAQL       |  |            |  |            |  |            |

A: Аланін

C: Цистеїн

D: Аспарагінова кислота

E: Глутамінова кислота

F: Фенілаланін

G: Гліцин

H: Гістидин

I: Ізолейцин

K: Лізин

L: Лейцин

M: Метіонін

N: Аспарагін

P: Пролін

Q: Глутамін

R: Аргінін

S: Серин

T: Треонін

V: Валін

W: Триптофан

Кодований геном білок за функцією належить до гідролаз. 
Задіяний у такому біологічному процесі, як альтернативний сплайсинг. 
Локалізований у цитоплазмі, пероксисомах.